# Герб Курской области
Герб Курской области — символ Курской области Российской Федерации, утверждён Курской областной думой 17 декабря 1996 года. Из-за несоответствий методическим рекомендациям Геральдического совета гербу отказано в государственной регистрации до внесения соответствующих изменений.

## Описание и символика
Официальное описание:
В серебряном щите, увенчанном короной, лазурная перевязь с тремя летящими серебряными куропатками. Щит обрамлён золотыми дубовыми листьями, перевитыми голубой лентой. В верхней части герба корона и дубовые листья соединены лентами красного цвета
Герб Курской области в основе своей имеет изображение старинного герба Курской губернии. 

## История
Герб Курской губернии, на основе которого позднее был создан герб области, утверждён 5 июля 1878 года: «в серебряном щите, лазуревая перевязь, обременённая тремя серебряными же летящими куропатками. Щит увенчан Императорскою короною и окружён золотыми дубовыми листьями, соединёнными Андреевскою лентою». 
Курская область образована 13 июня 1934 года, однако в советское время герба не имела. Герб и флаг области были подготовлены под руководством председателя комитета по культуре и искусству администрации области и утверждены Постановлением областной Думы №175-20-ПД от 17 декабря 1996 года (описание и правила применения утверждены Законом №19-ЗКО). Замена Андреевской ленты в верхней части герба «лентой красного цвета» связано, возможно, со стремлением отразить в гербе области не только дореволюционный, но и советский период.

## Примечание
1. ↑  Герб Курской области | Геральдика.ру. geraldika.ru. Дата обращения: 26 ноября 2019. Архивировано 5 октября 2016 года.
2. ↑  Закон Курской области о гербе и флаге Курской области Архивная копия от 10 сентября 2019 на Wayback Machine. Дата принятия: 17 декабря 1996 года.
3. ↑  Винклер П.П. фон. Гербы городов, губерний, областей и посадов Российской Империи, внесенные в полное собрание законов с 1649 по 1900 год С. 183. www.runivers.ru (1900). Архивировано 29 октября 2020 года.
4. ↑  Герб Курской области. www.heraldicum.ru. Дата обращения: 26 ноября 2019. Архивировано 18 ноября 2019 года.
5. ↑  Юрий Росич. Региональная символика: в поисках идеологии (part.1). geraldika.ru (17 апреля 2000). Дата обращения: 27 ноября 2019. Архивировано 25 марта 2022 года.